# Giacinto Facchetti
Giacinto Facchetti, italijanski nogometaš, * 18. julij 1942, Treviglio, Italija, † 4. september 2006, Milano, Italija.
Facchetti je bil od januarja 2004 do smrti predsednik Interja, za katerega je kot nogometaš nastopal vso svojo kariero. Za črno-modre je odigral 476 prvenstvenih tekem in dosegel 59 golov.